# Семейська ТЕЦ-1
50°22′6″ пн. ш. 80°15′52″ сх. д. / 50.36833° пн. ш. 80.26444° сх. д.
Семейська ТЕЦ-1 — теплова електростанція на півдні Казахстану. Первісно була відома як Семипалатинська ТЕЦ-1.
Першу чергу ТЕЦ ввели в дію у 1934 році для обслуговування Семипалатинського м'ясокомбінату. Вона мала три парові котли від Невського Ленінградського заводу імені Леніна продуктивністю по 25 тонн пари на годину (станційні номери 1 — 3), від яких живились дві парові турбіни — типу ОК-30 потужністю 3 МВт (станційний номер 1) та «Вуманг» потужністю 6 МВт (номер 2).
В 1951—1953 роках провели модернізацію котлів, унаслідок чого їх продуктивність збільшилась до 33 тонн пари на годину. Надалі цей показник довели до 40 тонн пари на годину із маркуванням котлів як тип ЛМЗ-40.
В 1959-му стала до ладу друга черга із двома паровими котлами від Таганрозького котельного заводу типу ТП-35-У продуктивністю по 35 тонн пари на годину (номери 4 — 5) та однією паровою турбіною виробництва Невського Ленінградського заводу імені Леніна типу Т-6-35 (АТ-6) потужністю 6 МВт (номер 3).
Надалі теплову потужність станції збільшили за рахунок встановлених у 1981 та 1986 роках двох парових котлів виробництва Барнаульського котельного заводу типу БКЗ-75-39ФБ продуктивністю по 75 тонн пари на годину (номери 6 та 6). Крім того, на станції діяли три водогрійні котла — два від Дорогобузького котельного заводу типу ПТВМ-50 продуктивністю по 50 Гкал/год (введені у 1972 та 1973) і один типу КВГМ-100 продуктивністю 100 Гкал/год (став до ладу в 1993).
Турбіни № 1 та № 2 вивели з експлуатації у 1974 та 1977 роках відповідно.
Станом на початок 2010-х в роботі залишались лише два парові котли № 6 та № 7. Всі інші котли були виведені з експлуатації, але в 2011-му запустили два нових водогрійних котли типу КВТК-116-150 продуктивністю по 100 Гкал/год. Також в якийсь момент змонтували нову турбіну типу ПР-12-3,4/0,6/0,1 потужністю 12 МВт.
В 2018-му ТЕЦ отримала паровий котел типу Е-90-3,9-440 продуктивністю 90 тонн пари на годину (станційний номер 1) та парову турбіну із протитиском типу Р-12-3,4/0,5 потужністю 12 МВт. Таким чином, електрична потужність станції досягнула 24 МВт при тепловій потужності у 353 Гкал/год.
Як паливо ТЕЦ споживає вугілля.
В межах не доведеного до завершення проекту встановлення парового котла № 8 був споруджений димар висотою 80 метрів.